# 右衛門佐局
右衛門佐局（えもんのすけのつぼね、うえもんのすけのつぼね、うもんのすけのつぼね）　慶安3年（1650年）- 宝永3年2月11日（1706年3月25日）は、江戸時代前期から中期の大奥女中。単に右衛門佐とも。権中納言・水無瀬氏信の娘。兄弟に町尻兼量・水無瀬兼豊がいる。

## 生涯
初め霊元天皇の後宮で中宮・鷹司房子に仕えていた。延宝年間（1673年 - 1681年）には仙洞御所へ異動し、後水尾上皇にも仕えた。この仙洞御所での呼称が、後に大奥での名となる右衛門佐であったという。延宝8年（1680年）、上皇が逝去したのを機に奥勤めを退き、兄（または甥）の町尻兼量の屋敷に身を寄せた。
貞享元年（1684年）、5代将軍・徳川綱吉と側室・お伝の方との間に生まれた鶴姫付きの上臈に抜擢され、同年6月25日に支度金100両が渡された。肝煎は鷹司家諸大夫・庭田祐宣で、綱吉の御台所・鷹司信子が、妹の鷹司房子、または実家の鷹司家に依頼して人選したという。この頃は 常盤井（ときわい）と称していたが、江戸下向を機に名を右衛門佐に戻し、貞享2年（1685年）、鶴姫が紀州藩主世子・徳川綱教に輿入れする際に随行して紀州徳川家へ入った。
なお『玉輿記』『柳営婦女伝系』では、霊元天皇の後宮で仕えていた際に鷹司房子の推薦によって、御台所・信子付きの上臈御年寄として江戸城大奥へ入ったとされているが、右衛門佐が後宮で仕えていた時期と江戸へ下向した時期とに開きがあり、当時の『分限帳』や『柳営日次記』等には右衛門佐が信子付きとなった記録がなく信憑性が疑われる。
貞享4年（1687年）に江戸城へ戻り、綱吉付きの筆頭上臈御年寄として大奥の総取締を担った。その後は大典侍（寿光院）や新典侍（清心院）といった公家の姫を綱吉の側室として迎え入れることに奔走した。また、正親町大納言家の弁子も右衛門佐の紹介で大奥に入り、その斡旋により柳沢吉保の側室となり、町子と改名した。晩年は、東山天皇の後宮で勾当内侍として仕えていた平内侍を大奥に招聘し、豊原と改名させ、自分の後継者の上臈御年寄とした。
なお、近衛基煕と常子内親王の息子・家煕は上臈（事実上の側室）に町尻兼量の娘・量子を迎えている。右衛門佐と町尻量子が叔母と姪の間であることから、東山天皇即位後に急激に進んだ近衛基煕父子と徳川綱吉の関係改善の背景として右衛門佐の存在が指摘されている。
宝永3年（1706年）、57歳で死去。法名は心光院殿古鑑貞円大姉（心光院古媼貞円）。墓所は東京都新宿区の月桂寺にある。

## 出自について
右衛門佐局の出自については2つの説があり、1つは『柳営婦女伝系』に記載された説で、元は水無瀬氏信の娘で霊元天皇の女御であった鷹司房子に仕えて常磐井と称していたが、徳川綱吉の御台所である姉の鷹司信子の要請で関東に送られて右衛門佐と称したところ綱吉に気に入られて綱吉付になったとされる。もう1つは墓所である月桂寺の墓誌によるもので、水無瀬兼俊（氏信の父）の娘で初めは後水尾院に仕えて右衛門と称していたが、院が没した後に貞享元年に綱吉の娘・鶴姫の上臈となり、同3年に幕府の上臈に登用されたという。これに対して同時代史料を検証すると、常子内親王の日記である『无上法院殿御日記』延宝5年12月21日条には後水尾院が女二宮（栄子内親王）の深曽木の儀式を見物するために御幸をした際に以前鷹司房子（女二宮の生母）に仕えていた「ゑもんのすけ」を同行させて儀式を手伝わせたとある。老中3名（戸田忠昌・阿部正武・大久保忠朝）の署名が入った『鶴姫君様御婚礼書物』（貞享元年7月4日付、内閣文庫蔵）には、鷹司家の諸大夫広庭祐宣の推挙に基づき、鶴姫の上臈に後水尾院に仕えていた常磐井を採用し、支度金100両を支給すると記されている。そして、常子内親王の夫でもある近衛基煕の日記である『基煕公記』元禄15年2月6日条には、町尻兼量の妹・右衛門佐が後水尾院の没後、兄の元に引き取られていたが、縁起物とされていた石糞を乳母の夫から譲られたことで運が開けて関東に召し抱えられて綱吉に重用されていると記している。これらの史料を総合すると、水無瀬氏信の娘は初め鷹司房子に仕えた後に後水尾院に召されていたが、院が崩御されたために実兄の町尻兼量に引き取られた。その後、鷹司信子が鶴姫付きの上臈を京都に求めて、房子の縁で彼女が推挙されて江戸に下った。時期によって右衛門佐と名乗ったり常磐井と名乗ったりしていたと推測される。

## 関連作品

### テレビドラマ
- 大奥（1968年・関西テレビ、演：若柳菊）
- 怪談（1972年・毎日放送、演：白木万理）
- 元禄太平記（1975年・NHK大河ドラマ、演：中野良子）
- 日本名作怪談劇場（1979年・12ch、演：池田幸路）
- 大奥（1983年・関西テレビ、演：梶芽衣子）
- 八代将軍吉宗（1995年・NHK大河ドラマ、演：中田喜子）
- 元禄繚乱（1999年・NHK大河ドラマ、演：川野みゆき）
- 大奥〜華の乱〜（2005年・フジテレビ、演：高岡早紀）
- 大奥（2023年・NHK総合「ドラマ10」、演：山本耕史）※男女逆転設定

### 映画
- 大奥〜永遠〜［右衛門佐・綱吉篇］〈男女逆転〉（2012年、演：堺雅人）※男女逆転設定

### 小説
- 松本清張『大奥婦女記』（講談社、1957年）
- 吉屋信子『続・徳川の夫人たち』（朝日新聞社、1967年）